# Mésange variée
Sittiparus varius
Espèce
Statut de conservation UICN

 LC  : Préoccupation mineure
La Mésange variée (Sittiparus varius) est une espèce de passereaux de la famille des Paridae.

## Description
Elle mesure environ 14 cm pour un poids de 7  à   13 grammes. Chez l'adulte en plumage frais, le front est chamois et la calotte noire est brillante. Pour ce qui est de la nuque, elle est noire avec une tache blanchâtre. Le haut du manteau est roux. Le reste des parties supérieures sont grises. La queue est noire. Les mâles et les femelles sont identiques tandis que les juvéniles ont une tête gris-vert olive et leurs joues sont rousses.

## Chants et cris
Cette espèce possède trois cris répertoriés : un « pit » rauque, un « spit-spit-see-see » aigu et un « chi-chi-chi » plaintif rappelant le cri du moineau,. Quant au chant, c'est une répétition de sons complexes qui sont émis à une cadence plutôt lente et variable,. Un "pee" pur, sonnant et monocorde, est un élément qui revient très souvent dans le chant de cet oiseau, chant qui ressemble à : "tsre-tsre-pee-titi-pee-tiri-pee-tiri",. Au Japon, la période de chant peut s'étendre de mars à juin,.

## Habitat
Cette espèce n'a pas d'habitat type mais apprécie fortement les forêts d'arbres feuillus et malgré le fait que les mésanges variées n'aiment pas trop les zones urbaines et les constructions humaines, il est possible de les trouver dans les jardins des temples (ou sanctuaire) au Japon et en Corée ou dans des vastes jardins privés ou publics boisés,.

## Comportement
La mésange variée est très discrète. Elle vit le plus souvent en couple. Les couples de mésanges variées sont unis pour la vie. Cependant, une fois l'hiver venu, les mésanges variées se réunissent en groupes monospécifiques ou plurispécifiques. Les mésanges variées ont des territoires fixes dont les frontières sont défendues toute l'année. Durant la période de "rencontre" d'un futur couple, le mâle offre des noisettes à la femelle. C'est une offrande nuptiale.

## Alimentation
Pendant la saison de nidification, les mésanges variées mangent principalement des insectes et des araignées. Cependant, durant l'hiver, elles se nourrissent principalement de baies et de noisettes.

## Répartition et sous-espèces
Selon la classification de référence du Congrès ornithologique international (15.1, 2025) elle se répartit en cinq sous-espèces :
- S. v. varius (Temminck & Schlegel, 1847) — sud des Kouriles, Japon, Corée et sud de la Manchourie ;
- S. v. sunsunpi (Kuroda, 1919) — archipel Ōsumi : Tanega-shima et Yaku-shima ;
- S. v. namiyei (Kuroda, 1918) — nord de l'archipel d'Izu ;
- S. v. anamii (Kuroda, 1922) — nord des îles Ryūkyū ;
- S. v. orii (Kuroda, 1923) — archipel Daitō.